# Bieganów (województwo świętokrzyskie)
Bieganów – wieś w Polsce, położona w województwie świętokrzyskim, w powiecie włoszczowskim, w gminie Radków.
We wsi są dwa sklepy, ośrodek zdrowia i OSP.
W Bieganowie urodził się założyciel firmy czekoladowej Wawel Adam Piasecki.

## Historia
Bieganów, w dokumentach pisany w roku 1198 jako Benganouo, Beganowicz, Beganycz, Beganow, Byeganow, wieś w powiecie włoszczowskim. Początkowo wieś szlachecka, następnie bożobrobców z Miechowa, potem znów szlachecka.
W 1198 roku Bieganów podany był w liczbie włości klasztoru miechowskiego (bożogrobców). Nadania dokonał niejaki Kanimir (Kodeks Wielkopolski, nr. 34 i 2020 także 1308, 1400, 1486, 1405 i 1583).
(Długosz L.B. t.II s.397) wymienia Jarosława, dziedzica Bieganowa jako obecnego przy erekcji kościoła w Gawłuszowicach w roku 1215.
Dziedzic Bieganowa, Tomisław syn Wojsława, sprzedaje w roku 1358 wieś Kompasow (Kompaszewo) pod Kurzelowem za 80 grzywien Mikołajowi z Bogorii. Inni współwłaściciele Bieganowa znani są z dokumentów z r. 1359 i 1362.
W XV w. osiadła tu szlachta pieczętująca się herbem Prawdzic. Łany kmiece i karczmy dawały dziesięcinę (do 10 grzywien) prepozyturze krakowskiej.
Folwark rycerski oddawał dziesięciny (do 4 grzywien) plebanowi w Dzierzkowicach (Długosz L.B. t.I s.18 i t.II s.99).
W latach 1954–1968 wieś należała i była siedzibą władz gromady Bieganów, po jej zniesieniu w gromadzie Radków. W latach 1975–1998 miejscowość administracyjnie należała do województwa częstochowskiego.

## Zabytki
- Dwór murowany z II połowy XIX wieku – znajduje się w rękach prywatnych. Jest pod nadzorem konserwatora zabytków oraz zabezpieczony poprzez Znak Konwencji Haskiej. Jest remontowany.
- Park z XVII wieku, przekomponowany w II połowie XIX wieku i na początku XX wieku – znajduje się w rękach prywatnych. Jest pod nadzorem konserwatora zabytków oraz zabezpieczony poprzez Znak Konwencji Haskiej.